# Salem (Alabama)
Salem é uma comunidade não-incorporada do estado norte-americano do Alabama.